# André Moser
André Luiz PL(Indaial, 20 de fevereiro de 1986) é um advogado e político brasileiro, filiado ao Partido Liberal (PL).
Elegeu-se vereador em 2012, com 1.738 votos. Na Câmara Municipal, presidiu a comissão de Justiça e Redação e atuou como membro da comissão de Finanças e Orçamento.
Em 2016 foi escolhido por sua sigla para concorrer à prefeitura de Indaial. O empresário Zelir "Tirol" Nezi, do Partido Social-Democrata (PSD), foi seu companheiro de chapa. Juntos, lideraram a coligação "Novo Tempo, Nova Política", formada por PSDB, PSD e PRB, todos então componentes do governo de Sérgio Almir dos Santos (PMDB), que administrou a cidade entre 2009 e 2016.
Em 2 de outubro de 2016, numa das eleições mais disputadas das últimas décadas, Moser elegeu-se prefeito com 42,40% dos votos válidos, alcançando a marca de 14.001 votos. Hamilton Cunha (PMDB) - candidato governista e também vereador - ficou em segundo lugar, com 10.447 votos (ou 31,64% dos votos válidos).
Re-Eleito em 2020, se filiou ao PL em 2023.